# 大高順雄
大高 順雄（おおたか よりお、1931年8月19日 - 2019年7月26日）は、日本のフランス中世文学研究者、大阪大学名誉教授。
大阪府出身。1954年東京大学文学部仏文科卒。同大学院修士課程修了。岡山大学講師、助教授、フランス・パリ大学大学院で博士号取得。1969年「アントワヌ=ド・ラ・サルの研究」で名古屋大学文学博士。1971年大阪大学教養部助教授、言語文化部教授、1995年定年退官、名誉教授。大手前大学教授。1987年「Marie de France : Oeuvres complètes」で新村出賞受賞。2011年旭日中綬章受勲。

## 著書
- 『アントワヌ=ド・ラ・サル研究』風間書房 1970
- 『カタロニア語の文法』大学書林 1987
- 『標準カタロニア語文法』大学書林 1992

編著
- 『フランス文学とわたし』平凡社 1985[2]

### 翻訳
- エミール・ゾラ『奥様ご用心』パトリア 1958
- マルク・ブロック『封建社会 1・2』新村猛・森岡敬一郎・神沢栄三 共訳、みすず書房 1973-77、新版2006
- ジャック・ヴェルジェ『中世の大学』みすず書房 1979
- Mildred K.Pope『アングロノルマン語』福井秀加共訳 英語学ライブラリー 研究社出版 1980
- ギ=レノ・ド・ラージュ『古フランス語入門』朝日出版社 1981
- ミシェル・ヴォケール『愛書趣味』白水社 文庫クセジュ 1984
- ジャック・アリエール『フランス語の形成』白水社 コレクション・クセジュ 1992
- エドモン・ルネ・ラバンド『ルネサンスのイタリア』みすず書房 1998
- 郭沫若『桜花書簡 中国人留学生が見た大正時代』藤田梨那、武継平共訳 東京図書出版会 2005
- 『アレクサンドロス散文物語』福井秀加,クリスティーヌ・フェール・ランパン・アッシェ共訳 大手前大学交流文化研究所 2008
- ジョン・オー『古フランス語と近代英語の慣用法』和田章共訳 大手前大学交流文化研究所 2008
- W.D.エルコック『ロマン語 新ラテン語の生成と進化』学術出版会 学術叢書 2009